# Marco Kutscher
Pour les articles homonymes, voir Kutscher.

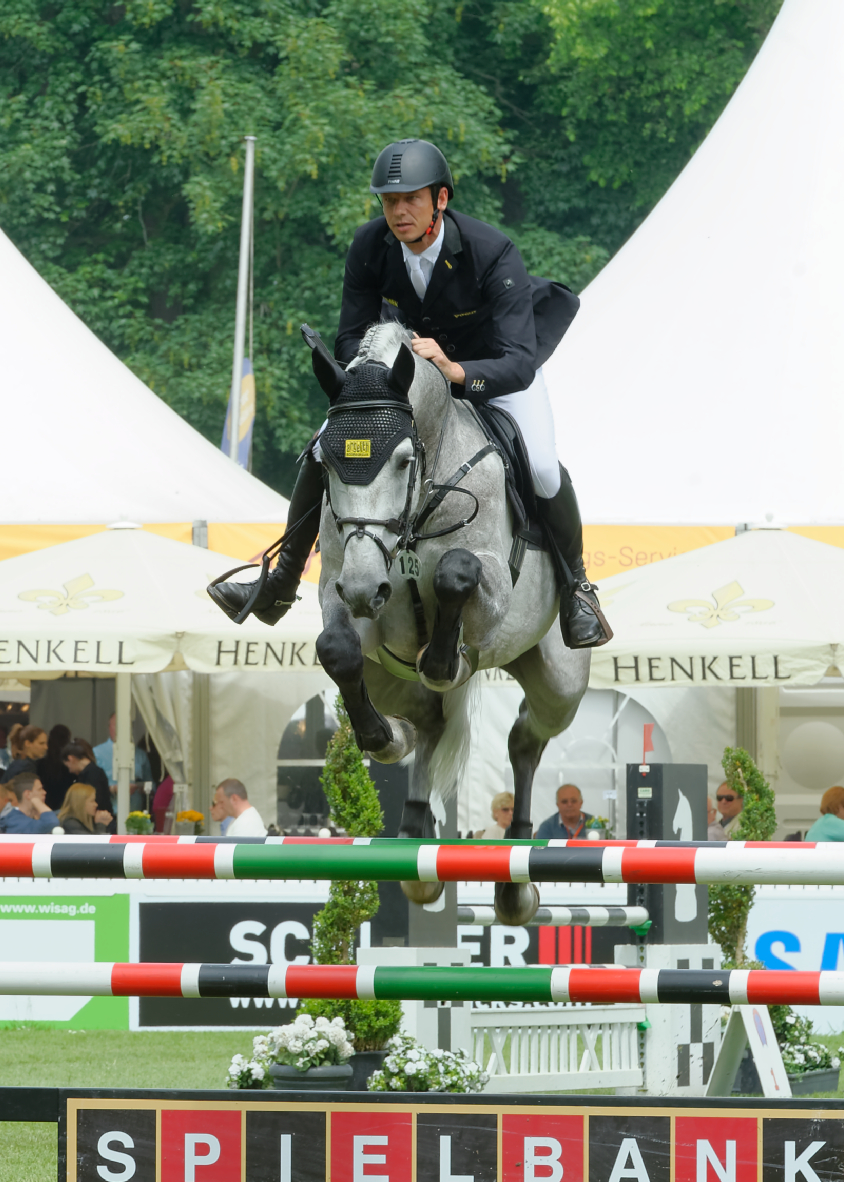
Marco Kutscher with Quadros 3 at CSIYH* in Wiesbaden 2015

Marco Kutscher, né en 1975, est un cavalier allemand de saut d'obstacles.
Champion d'Europe par équipe en 2011, il occupe en novembre 2013 la 67e place de la FEI Longines Ranking List.

## Biographie
Marco Kutscher est né au nord de l'Allemagne en 1975. Ses parents décident d'apprendre à monter à cheval et ils emmènent leurs deux fils dans un centre équestre. Marco essaie différentes disciplines, dont la voltige, avant de commencer les compétitions de CSO en Junior avec Limone, une jument achetée par ses parents. Il devient ensuite apprenti aux écuries Heckmann, à Isterberg, où il restera 5 ans. Avec Pikeur H, il remporte le "Goldene Reitabzeichen", un prix qui s'obtient après 10 victoires en Grand Prix. Il part ensuite à Dübendorf, à l’école sportive militaire. En 1999, il remplace Dirk Ahlmann, alors cavalier chez Ludger Beerbaum, et intègre donc les écuries de ce dernier, où il est encore installé aujourd'hui.
Marco rejoint en 2002 la "Audi quattro Team", une équipe sponsorisée par Audi, qui lui permet d'apprendre davantage avec Ludger Beerbaum tout en enseignant aux jeunes le management en compétition. Les résultats suivirent rapidement. En 2004 il gagne avec Mentender la médaille de bronze en individuel et par équipe lors de ses premiers Jeux olympiques, à Athènes. Il travaille également de jeunes chevaux des écuries Beerbaum et remporte à trois reprises le Championnat allemand des Jeunes Chevaux (en 2003, 2005 et 2007). Une blessure aux adducteurs l'empêche de participer aux Championnats du Monde à Aix-la-Chapelle en 2006 et aux Championnats d'Europe à Mannheim en 2007, où l'équipe allemande remporte respectivement le bronze et l'argent.
En 2008, il est sélectionné pour participer aux Jeux olympiques d'Hong Kong avec sa nouvelle recrue, Cornet Obolensky. Mais l'étalon est contrôlé positif au dopage, et le verdict tombe deux ans plus tard : Marco est disqualifié des Jeux Olympiques et condamné à payer une lourde amende. Mais ces événements n'empêche pas le cavalier de briller en compétition. En 2009, il remporte le Global Champions Tour d'Arezzo (Italie) avec Cash 63 et se classe 2e du Grand Prix Coupe du monde de Bordeaux avec Cornet Obolensky. En 2010, il s'impose avec Cash lors du Global Champions Tour du Turin et du Grand Prix des Gucci Masters de Paris. En 2011, il participe avec Cornet Obolensky aux Championnats d'Europe de Madrid où l'équipe allemande remporte la médaille d'or, et Marco se classe 11e en individuel.
L'année 2012 commence très bien pour Marco Kutscher qui gagnent les Grands Prix Coupe du monde de Zurich, avec Cornet Obolensky et Göteborg avec Satisfaction FRH. Il termine 13e de la Finale Coupe du monde de Bois-le-Duc, où il est engagé avec ces deux chevaux. En avril, il prend la deuxième place du Global Champions Tour de Doha (Qatar) avec Cornet Obolensky. À la suite d'une baisse de forme de ce dernier lors du CSIO d'Aix-la-Chapelle, Marco a renoncé à participer aux Jeux olympiques de Londres. En octobre 2012, il participe à son dernier concours à Rio de Janeiro avec Cornet Obolensky. En effet, la retraite sportive de l'étalon de 13 ans est annoncée, et ses propriétaires décident de le consacrer à l'élevage.

## Palmarès mondial
Ses principaux résultats en compétition, :
- 2003 : 
  - Vainqueur du Championnat d'Allemagne des Jeunes Chevaux avec Codi
  -  Médaille d'or aux Championnats d'Allemagne avec Montender
- 2004 : 
  -  Médaille de bronze par équipe Jeux Olympiques d'Athènes (Grèce) avec Montender
  -  Médaille de bronze en individuel Jeux Olympiques d'Athènes avec Montender
- 2005 : 
  -  Médaille d'or par équipe aux Championnats d'Europe de San Patrignano (Italie) avec Montender
  -  Médaille d'or en individuel aux Championnats d'Europe de San Patrignano avec Montender
  - Vainqueur du Championnat d'Allemagne des Jeunes Chevaux avec Quincey
  -  Médaille d'argent aux Championnats d'Allemagne avec Montender
- 2006 : 
  - Vainqueur avec l'équipe allemande des Coupes des Nations de Barcelone et La Baule, avec Montender
  - 3e du Grand Prix Coupe du Monde de Leipzig (Allemagne) avec Cash
- 2007 : 
  - Vainqueur avec l'équipe allemande de la Coupe des Nations de Barcelone, avec Cornet Obolensky
  - Vainqueur du Grand Prix du CSI-5* Vigo (Espagne) avec Cash
  - 2e du Global Champions Tour de São Paulo (Brésil) avec Cash
  - Vainqueur du Championnat d'Allemagne des Jeunes Chevaux avec Monte Bellini
- 2008 : 
  - Vainqueur avec l'équipe allemande des Coupes des Nations de Barcelone  et Rotterdam avec Cornet Obolensky et d'Aix-la-Chapelle avec Montender
  - Vainqueur du Grand Prix Coupe du Monde de Vigo (Espagne) avec Cash
  -  Médaille de bronze aux Championnats d'Allemagne avec Cornet Obolensky
  - 2e du Prix Generali lors du Jumping international de Bordeaux avec Leasing
- 2009 : 

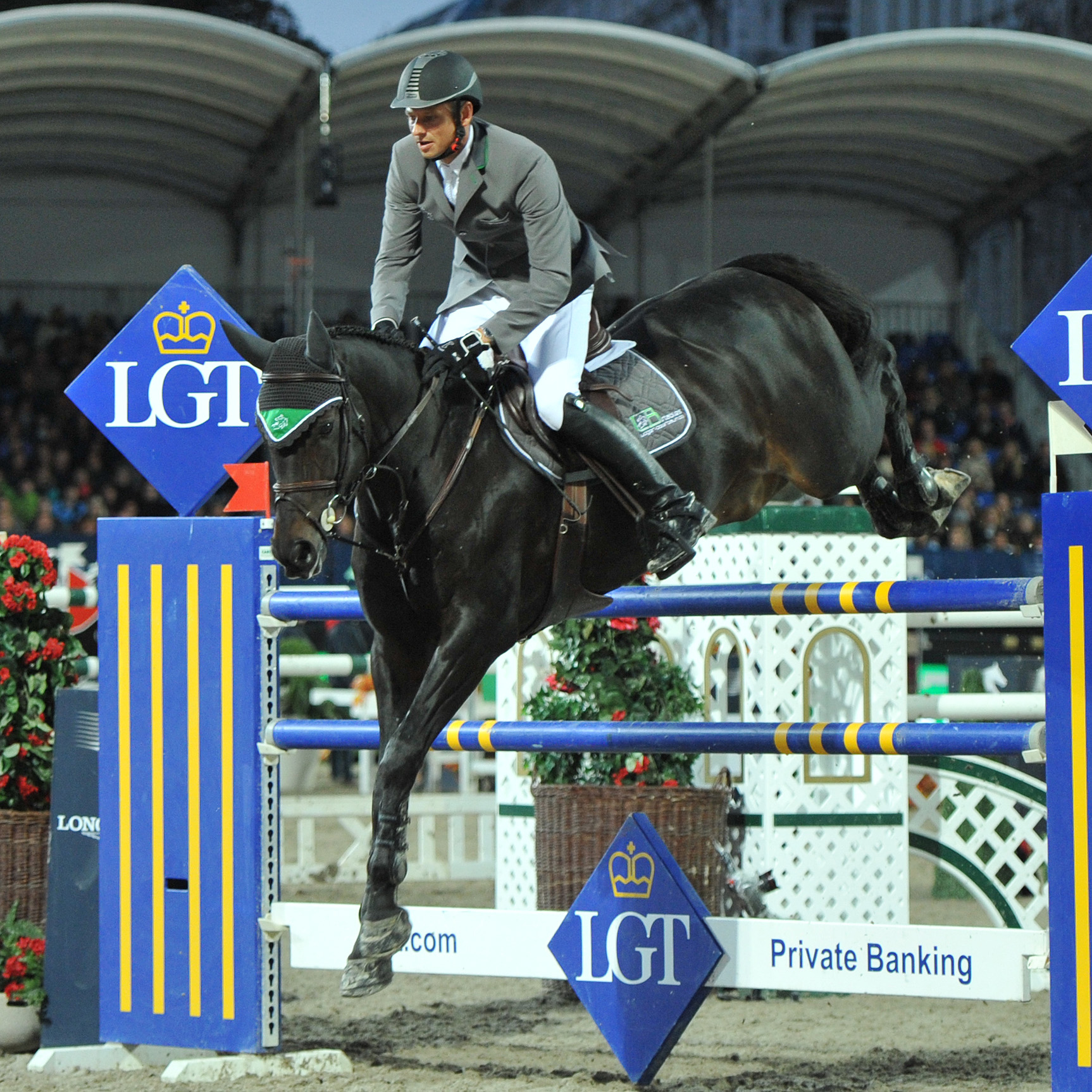
droiteMarco Kutscher et Cornet's Cristallo lors du GCT de Vienne.

  - Vainqueur du Global Champions Tour d'Arezzo (Italie) avec Cash
  - Vainqueur du Grand Prix du Jumping international de Bordeaux avec Cash
  - 2e du Grand Prix Coupe du Monde de Bordeaux avec Cornet Obolensky
  - 3e de la Coupe des Nations de La Baule avec Montender
- 2010 :droiteMarco Kutscher et Cornet's Cristallo lors du GCT de Vienne.
  - Vainqueur du Global Champions Tour de Turin (Italie) avec Cash
  - Vainqueur du Grand Prix des Gucci Masters de Paris avec Cash
  - 2e avec l'équipe allemande des Coupes des Nations d'Aix-la-Chapelle et Saint-Gall avec Cash
  - 2e au classement général du Global Champions Tour
- 2011 : 
  -  Médaille d'or par équipe aux Championnats d'Europe de Madrid (Espagne) avec Cornet Obolensky
  - 4e de la Finale Coupe du Monde de Leipzig (Allemagne) avec Cash
  - 6e du Global Champions Tour d'Estoril avec Cornet Obolensky et de Chantilly et Hambourg avec Cash
- 2012 : 
  - Vainqueur du Grand Prix Coupe du Monde de Zurich (Suisse) avec Cornet Obolensky
  - Vainqueur du Grand Prix Coupe du Monde de Göteborg (Suède) avec Satisfaction FRH
  - Vainqueur avec l'équipe allemande des Coupes des Nations de Rome  et Rotterdam avec Cornet Obolensky
  - 2e du Global Champions Tour de Doha (Qatar) avec Cornet Obolensky
- 2013 :
  - 2e du Prix Citroën avec Spartacus lors du CSIW-5* de Leipzig
  - 3e du "Big Tour" du CSI-5* de Doha avec Cash
  - Vainqueur du Prix "King's Collage" avec Cornet's Cristallo lors du Global Champions Tour de Madrid
  - 2e du Grand Prix UB avec Cornet's Cristallo lors du CSI5*-W d'Helsinki
  - Vainqueur du Prix French Tour EADS avec Cornet's Cristallo lors du CSI5* d'Equita'Lyon